# Molen van Van Zijl
De Molen van Van Zijl was een stenen stellingmolen, die rond 1800 is gebouwd en in 2020 werd afgebroken.
De molen stond aan de Molenweg in Bunnik. De molen werd in 1930 onttakeld, waarna alleen de stenen molenromp overbleef. De toenmalige eigenaar, Piet van Zijl, bouwde tussen 1930 en 1964 de molenromp uit met een loods en een woonhuis. In dit ensemble vestigde hij een brandstoffenhandel, die tot eind 2018 dienstdeed. In de molenromp en een van de bijgebouwen werd later een dierenwinkel gevestigd. De aanbouw aan de voorzijde vertoonde opvallend modernistisch metselwerk. Een tijd lang was de molen een gemeentelijk monument; in 2009 verloor hij die status.
Toen het benzinestation opgeheven werd, besloot de gemeente op deze plaats appartementen te bouwen. Hiervoor zou ook de molenromp gesloopt moeten worden. Dit plan viel bij omwonenden niet in goede aarde. Uiteindelijk werd de molenromp begin mei 2020 gesloopt. Op de plaats van de molen en het benzinestation staat nu een laagbouwflat. Accenten van molenwieken en korenaren zijn verwerkt in het gebouw alsmede in de bestrating.